# النا پونیاتوسکا

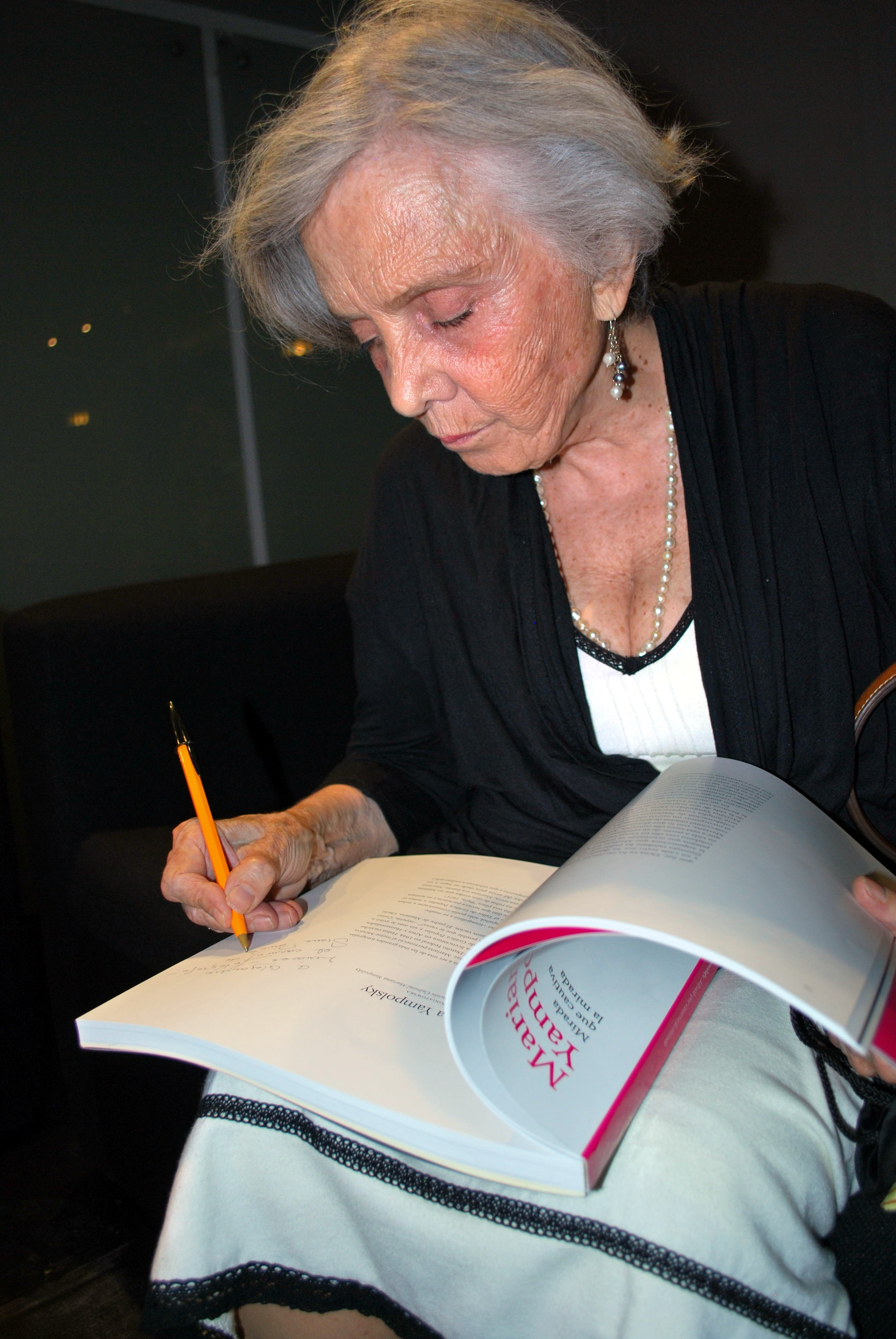

النا پونیاتوسکا ( انگلیسی: Elena Poniatowska؛ زادهٔ ۱۹ مهٔ ۱۹۳۲) یک نویسنده و خبرنگار مکزیکی متولد فرانسه است.
وی برنده جوایزی همچون جایزه سروانتس (مهم‌ترین افتخار ادبی جهان اسپانیولی زبان‌ها محسوب می‌شود) و مدرک افتخاری، شده‌است. جایزه سروانتس گاهی با نوبل ادبیات مقایسه می‌شود. 
النا پونیا توسکا، در سال ۱۹۴۲ به همراه خانواده‌اش به مکزیک نقل مکان کرد. در بیست سالگی با حرفه خبرنگاری شروع به کار کرد.